# فینال جام حذفی فوتبال انگلستان ۱۹۴۶
فینال جام حذفی فوتبال انگلستان ۱۹۴۶، رقابت پایانی جام حذفی فوتبال انگلستان در سال ۱۹۴۶ میلادی است که مابین دو تیم باشگاه فوتبال دربی کانتی و باشگاه فوتبال چارلتون در ورزشگاه ومبلی لندن برگزار شده‌است.
این مسابقه که در تاریخ ۲۷ آوریل ۱۹۴۶ انجام شده‌است با نتیجه ۴ بر ۱ به سود تیم باشگاه فوتبال دربی کانتی به پایان رسید.